# Sol thứ
Sol thứ (thường được viết tắt là Gm) là một cung thứ có chất liệu sáng tác âm nhạc với cung chính là nốt Sol (G), bao gồm các nốt nhạc Sol (G), Fa (F), Mi giáng (E♭), Rê (D), Đô (C), Si giáng (B♭), La (A) và Sol. Bộ khóa của nó có hai dấu giáng.
Cung thể tương đương (relative key) với nó là cung Si giáng trưởng và cung thể cùng bậc (parallel key) với nó là cung Sol trưởng. Các sự thay đổi về giai điệu hay hoà âm trong các phiên bản khác nhau của cung này được viết lại khi cần thiết.
Vị trí âm giai Sol thứ hòa âm trên phím Dương cầm